# 罗河镇 (庐江县)
罗河镇，是中华人民共和国安徽省合肥市庐江县下辖的一个镇。该镇位于庐江县最南部，庐江县、枞阳县交界处，距離縣城廬城鎮35公里，有“合肥南大门”之称。

## 历史沿革

### 地名由来
罗河镇因季节性河流罗昌河流经该镇而得名。

### 行政区划沿革
明朝时，今羅河鎮所在地屬廬江縣新兴乡。
清朝初年仍袭明制。清朝同治四年（公元1865年），庐江县分东、西、南、北四乡62保，今罗河镇人民政府所在地称为罗昌河保，属南乡。宣统二年（公元1910年），庐江县分8区，89保，罗昌河保属第四区（南乡区，驻黄泥河保）。
民国元年（公元1912年），庐江县实行地总制度，罗昌河保属南乡（驻黄泥河）二图。民国19年（1930年），安徽省政府开始在县以下设立区公所，罗昌河保为第四区区公所驻地。1932年，中华民国南京政府实行保甲制，罗河镇属第四区罗昌河保；次年9月，庐江县改设一区（城内）、二区（东乡）、三区（南乡）、四区（西乡）、五区（北乡），罗昌河保属三区（驻黄泥河）。民国25年（1936年），罗昌河保改设庐江县第二区公所（驻黄泥河）罗昌河联保办事处。民国27年，全县联保办事处改为乡，罗河乡成立，乡公所驻罗昌河保，属第二区。1940年4月，第二区更名为泥河区公所，罗河乡属之。1944年，罗河乡撤销，并入罗桥乡，但1945年5月重建罗河乡。1946年初，罗河乡下辖陇东、陇西、观音、东岳、士阁、五庙、胜因、沙子、榆树、二里、母子、枫树、枫南13保。1946年6月，庐江县内所有区署全部废除，罗河乡直接由县政府领导。12月至次年3月，庐江县精简乡镇建制，撤销七桥乡，将石相保、墩子保并入罗河乡。至此，罗河乡下辖15保。
1947年9月11日，晋冀鲁豫解放军3纵8旅24团占领庐江县城，成立庐江县民主政府，罗河乡属该政府下辖的黄泥河区。23日，中国人民解放军撤出县城，庐江县民主政府随即撤销，县城遂被庐江县中国青年军占领。但罗河乡游击队活动较为活跃，12月，皖西第二专员公署桐庐县民主政府宣告成立，设立罗昌河区，驻罗河乡。1949年2月，桐庐县民主政府境内属今庐江县的4区划入1948年8月重建的庐江县民主政府辖区，羅昌河區属之；撤销黄泥河、罗昌河、大凹口三区，设立沙溪区，罗河属之。1949年7月1日，庐江县人民政府成立，罗河乡属沙溪区。
1952年，庐江县设立罗河区，驻罗河镇。1955年12月，撤销罗河区，并入沙溪区；罗河撤镇设乡。1958年9月，廬江縣建立人民公社制度，废除区公所，羅河鄉改設紅日公社，直属于县人民委员会，公社驻高潮大队（罗昌河）。不久恢復羅河公社原名。1960年5月，撤销罗河公社，併入泥河大公社。1961年，中共中央制定《农村人民公社工作条例》。其中规定，缩小农村公社规模，调整农村体制。同年4月，庐江县16个人民大公社改制为75个人民公社，恢复罗河公社，属泥河大公社。12月，泥河大公社撤销，改设中共泥河区委，罗河公社属之。1968年，罗河公社革命委员会成立，实施党政合一；1980年4月，恢复罗河公社名称。
1984年12月，庐江县废除人民公社制度，罗河公社改为罗河乡，属泥河区公所，驻高潮村。此时罗河乡辖高潮村委会、万丰村委会、新建村委会、新生村委会、陇东村委会、陇西村委会、东风村委会、二里村委会、三桥村委会、枫树村委会，10个村委会。1992年1至4月，庐江县开始撤区并乡。2月，经安徽省民政厅批准，原巢湖地區廬江縣泥河区下辖的罗河乡、七桥乡、店桥乡合并建立罗河镇。镇人民政府驻原罗河乡人民政府驻地高潮村。1995年8月，经巢湖地区行政公署批准，羅河鎮析出原屬店橋鄉的村委會重新成立店橋鄉，鄉人民政府駐鲍店村。1996年，罗河镇辖茶亭村委会、积慈村委会、新化村委会、张院村委会、郑湾村委会、墩子村委会、罗咀村委会、桥东村委会、天官村委会、陇东村委会、陇西村委会、东风村委会、二里村委会、枫树村委会、三桥村委会、万丰村委会、新建村委会、七桥村委会、新生村委会、高潮村委会，20个村委会；店桥乡辖黄龙村委会、杨楼村委会、鲍店村委会、姚山村委会、土岭村委会、八岭村委会、高桥村委会、李埠村委会、朱桥村委会，9个村委会。2001年，设立罗河街道居委会；2003年，撤销罗河街道居委会、万丰村委会、三桥村委会、高潮村委会，设立罗河社区居委会。2004年4月，经原地级巢湖市人民政府批准，原店桥乡再次并入罗河镇。罗河镇政府驻罗河社区。2005年，该镇下辖2个社区、21个村委会。2008年，罗河镇下辖罗河居委会、店桥居委会2个居委会，墩子村委会、吉桥村委会、郑湾村委会、罗咀村委会、桥东村委会、新生村委会、大包庄村委会、东风村委会、黄龙村委会、鲍店村委会、高桥村委会11个村委会。

## 地理
罗河镇位于庐江县南部，东临矾山镇、南与枞阳县白湖乡接壤、西接枞阳县钱桥镇和麒麟镇、北靠泥河镇。全镇地形以丘陵为主，東部和西部偏高，中部偏低，鎮內最高點鲍店村黃山寨海拔406米，最低点位于新生村同心芦荡，海拔4.5米。全镇属亚热带季风气候，年平均气温15.8摄氏度。季節性溪流羅昌河流經全鎮16.5公里，最終在樅陽縣流入白蕩湖。羅河鎮礦產資源已探明有磁鐵礦、硫鐵礦、銅礦、高嶺土、明礬等。其中磁鐵礦聞名中華人民共和國全境，2005年已探明儲量5億噸，現由安徽馬鋼羅河礦業承包經營。

## 行政区划
截至2021年底，罗河镇下辖以下地区：
罗河社区、店桥社区、墩子村、吉桥村、郑湾村、罗咀村、桥东村、新生村、大包庄村、东风村、黄龙村、鲍店村和高桥村。

## 社会

### 人口
2010年第六次全國人口普查，罗河镇常住人口有56,348人。截至2011年末，该镇总人口有7.1万人，总人口中男性占51.7%，女性占48.3%；以汉族為主，另有回族、苗族等少数民族84人。2011年罗河镇人口出生率12.6‰，人口死亡率4.6‰，人口自然增长率8‰，人口密度每平方千米595人。截至2019年末，该镇户籍人口71,422人。

### 经济
截至2011年底，罗河镇财政收入1702万元，其中地方财政收入1265.4万元。2011年，該鎮农业产值11482万元，工业产值15416万元，全镇有商业网点159個。罗河镇工業以采掘业、服饰加工、农产品加工为主。2019年，全鎮有规模以上的工業企業8个。
2011年，罗河镇耕地面积52,700亩；林地面积45,000亩。該鎮農業以種植業為主，2011年產糧36860吨，其中水稻34356吨，小麦1674吨；棉花种植面积5367亩，产量644吨。2011年全鎮生猪饲养量19058头，年未存栏9146头，出欄9912頭；牛饲养量1638头，年末存栏1542头，出欄96頭；家禽饲养量127.6万羽；水域養魚面积5870亩，总产量2610吨。

## 文化
截至2011年末，罗河镇有幼儿园2所，小学14所，初中2所，镇文化站1个，村文化活动中心14个，图书室25个，体育场地16处。因靠近樅陽縣，當地方言既可以和樅陽話互通，同時也可以和廬江話互通。

## 交通
- 京台高速[7]
- 330国道（原 合铜黄公路）[7]

## 脚注
1. ↑  . 中国·国家地名信息库.
2. ↑  . 安徽农网. 2016-06-09  [2022-08-03].
3. 1 2 3 4 5 6 7 8 9 10  安徽省庐江县地方志编撰委员会. . 庐江县志（1986-2005） (合肥: 黄山书社). 2010-05: 94–95. ISBN 9787546105567.
4. 1 2 3 4 5 6 7 8  . 行政区划网.   [2022-08-05]. （原始内容存档于2022-08-10）.
5. 1 2 3 4 5 6 7 8 9 10 11 12 13 14 15 16 17  安徽省庐江县地方志编撰委员会. 孙业余总编 , 编. . 庐江县志 (北京: 社会科学文献出版社). 1993-05. ISBN 7-80050-483-2.
6. ↑  全国行政区划代码 （页面存档备份，存于）（2008年11月发布），来自山西省经济普查办公室 （页面存档备份，存于）
7. 1 2 3 4 5 6 7 8 9 10 11 12 13 14  中华人民共和国民政部 (编). . 北京: 中国社会出版社. 2014-10: 170-172. ISBN 9787508748498.
8. ↑  . 企查查.   [2022-08-04].
9. ↑  安徽省庐江县地方志编撰委员会. 孙业余总编 , 编. . 庐江县志 (北京: 社会科学文献出版社). 1993-05: 293. ISBN 7-80050-483-2.
10. ↑  . 中华人民共和国国家统计局. 2023 （中文（中国大陆））.[]
11. 1 2 3  国家统计局农村社会经济调查司编.中国县域统计年鉴•2020(乡镇卷)[M].北京:中国统计出版社,2021.03: 199.
12. ↑  安徽省庐江县地方志编撰委员会. 孙业余总编 , 编. . 庐江县志 (北京: 社会科学文献出版社). 1993-05: 778. ISBN 7-80050-483-2.